# Hydrogonium majusculum
Hydrogonium majusculum là một loài Rêu trong họ Pottiaceae. Loài này được (Müll. Hal.) P.C. Chen mô tả khoa học đầu tiên năm 1941.